# Place du Sauveur
Pour les articles homonymes, voir Plac Zbawiciela.
La place du Sauveur (polonais : Plac Zbawiciela) est une place située dans l'arrondissement de Śródmieście (Centre-ville) à Varsovie. 
L'église du Très Saint Sauveur y est située.